# 극장판 포켓몬스터 베스트위시: 비크티니와 흑의 영웅 제크로무·비크티니와 백의 영웅 레시라무
《극장판 포켓몬스터 베스트위시 비크티니와 흑의 영웅 제크로무·비크티니와 백의 영웅 레시라무》(일본어: 劇場版ポケットモンスター ベストウイッシュ ビクティニと黒き英雄ゼクロム·劇場版ポケットモンスター ベストウイッシュ ビクティニと白き英雄 レシラム)는 포켓몬스터 애니메이션 시리즈의 14기 영화이다. 일본에서 2011년 7월 16일에 동시개봉을 하였고, 대한민국에서는 2011년 12월 22일에 개봉하였다.

## 개요
- 제목은 당초 《비크티니와 흑의 영웅》이라고 발표되었지만, 후에 《비크티니와 흑의 영웅 제크로무》이 정식 타이틀로 발표되었다.그 후,《비크티니와 백의 영웅 레시라무》의 타이틀이 새롭게 발표되어 《비크티니와 흑의 영웅 제크로무》과 《비크티니와 백의 영웅 레시라무》의 2작품이 동시 개봉하는 것으로 발표되었다.
- 스토리는 지우, 아이리스, 덴트와 피카츄, 터검니 등이 대지의 백성이 사는 아인트오크로 열리는 수확제의 배틀에 참가하여, 비크티니를 만나는 것으로 알려졌다.
- 2002년 《물의 도시의 수호신 라티아스와 라티오스》에서 2010년 《환영의 패왕 조로아크》까지 9년에 걸쳐서 계속되고 있던 극장판으로 (나중에 정식 타이틀에 들어간다.) 주역이 되는 포켓몬은 게임판으로 공개되어 있지 않았던 첫 등장의 포켓몬이라고 하는 관례가 한 번 리셋되어 발표 끝난 포켓몬인 제크로무와 레시라무를 정식 제목에 넣었다.
- 한편 극장판 포켓몬스터 동시 개봉은 역대 영화와 달리 이번이 처음이다. 한국에서는 《비크티니와 흑의 영웅 제크로무·비크티니와 백의 영웅 레시라무》로 개봉하였다.

## 스토리

### 흑의 영웅
한때 번성했던 대지의 백성의 왕국이었던 도시, 아인트오크를 방문하여, 수확 축제 배틀에 참가한 지우. 거기서 환상의 포켓몬, 비크티니와 만나 친해진다. 그러나 왕국의 부활을 원하는 대지의 백성의 후예 드레드가 비크티니와 레시라무의 힘을 이용하여 아인트오크의 성, 대지의 검을 움직이게 하고, 결국 이변이 일어나게 된다. 지우는 드레드와 레시라무와 부딪치게 되고, 이상의 포켓몬, 제크로무를 만난다. 이상을 추구하는 사람들이 등장한다. 비크티니와 백의 영웅 레시라무와 다른 엔딩이 그려진다. 과연 지우와 비크티니의 운명은?! 그리고 제크로무가 추구하는 이상은?!

### 백의 영웅
한때 번성했던 대지의 백성의 왕국이었던 도시, 아인트오크를 방문하여, 수확 축제 배틀에 참가한 지우. 거기서 환상의 포켓몬, 비크티니와 만나 친해진다. 그러나 왕국의 부활을 원하는 대지의 백성의 후예 드레드가 비크티니와 제크로무의 힘을 이용하여 아인트오크의 성, 대지의 검을 움직이게 하고, 결국 이변이 일어나게 된다. 한편 지우는 비크티니를 바다에 데려다 주기로 하다가 결국 드레드와 제크로무와 부딪치게 되고, 진실의 포켓몬, 레시라무를 만난다. 그리고 진실을 추구하는 사람들이 등장한다. 비크티니와 흑의 영웅 제크로무와 다른 엔딩이 그려진다. 과연 지우와 비크티니의 운명은?! 그리고 레시라무가 추구하는 진실은?!

## 극장판 배포
영화관에 포켓몬스터 블랙·화이트 소프트와 닌텐도 DS 본체를 가지고 가면, 레시라무 또는 제크로무를 받을 수 있다. 소프트웨어가 블랙이면 제크로무가, 화이트인 경우 레시라무를 받을 수있다. 즉 둘 다 받으려면 블랙, 화이트를 다 가져가야 한다.
- 이 레시라무와 제크로무를 받는 소프트웨어 버전에 따라 어느 쪽이 받을지를 결정한다. 그렇다고 흑의 영웅에서는에서 제크로무를, 백의 영웅에서는 레시라무라는 것은 아니기 때문에 주의. 예를 들어 블랙밖에 가지고 있지 않은 사람은 두 영화를 보러가도 받을 수 있는 것은 제크로무뿐이다.

## 등장인물

### 지우일행
지우
- 성우 - 마츠모토 리카, 이선호

덴트
- 성우 - 미야노 마모루, 남도형

아이리스
- 성우 - 유우키 아오이, 장경희

### 게스트 등장인물
드레드
- 성우 - 신용우

세드
- 성우 -

오드
- 성우 -

카리타
- 성우 -

쟌다
- 성우 -

모르몽
- 성우 - 김승준

### 포켓몬

#### 지우 일행의 포켓몬
피카츄
- 성우 - 오오타니 이쿠에

터검니
- 성우 -

야나프
- 성우 -

레시라무
- 성우 - 타니하라 쇼스케, 김승준

제크로무
- 성우 - 타카하시 히데키, 안지환

비크티니
- 성우 - 미즈키 나나, 우정신

삼삼드래
- 성우 -

란쿨루스
- 성우 -

골루그
- 성우 -

## 스탭
- 원안 - 다지리 사토시, 마스다 준이치, 스기모리 켄
- 슈퍼바이저 - 이시하라 츠네카즈
- 애니메이션 감수 - 오타베 요우이치
- 영화제작 총책임자 - 쿠보 마사카즈, 후쿠나가 스스무
- 프로듀서 - 모리 타케시겐, 요시카와 쵸니, 카와사키 유키오, 오카모토 준사이, 카와세 요시카즈
- 각본 - 소노다 히데키
- 캐릭터 디자인 - 야마다 토시야, 마츠바라 노리히로, 이치세키 쇼햐쿠고
- 총 작화 감독 - 모리 카즈아키, 사토 카즈미
- 미술 감독 - 무토 마사토시
- 음악 - 타다 아키후미, 사와구치 카즈히코(제크로무) 미야자키 신지(레시라무)
- 음악 프로듀서 - 시노하라 카즈오, 사이토 유우
- 음향 감독 - 미마 마사후미

자세한 것은 비크티니와 흑의 영웅 제크로무·비크티니와 백의 영웅 레시라무 뮤직 컬렉션을 참조
- 제작 - 쇼우갓칸 슈에이샤 프로덕션
- 애니메이션 제작 - OLM Team Koitabashi
- 감독 - 유야마 쿠니히코

## 주제가
- 제크로무 엔딩 테마 「주 -하늘-」 (宙 -そら-)
  - 작사 - 모치다 카오리 / 노래 - Every Little Thing

- 레시라무 엔딩 테마 「향 -목소리-」(響 -こえ-)
  - 작사 - 모치다 카오리 / 노래 - Every Little Thing
- 한국어 - 웨일 - 기적•태양